# 山野辺義清
山野辺 義清（やまのべ よしきよ）は、江戸時代前期から中期の水戸藩家老。

## 生涯
明暦2年（1656年）、熊本藩家老楯岡忠直の子として肥後熊本に生まれる。はとこにあたる水戸藩家老山野辺義堅の養嗣子となる。
寛文9年（1669年）、14歳で家督を相続、禄1万石を与えられ、家老に列した。天和3年（1683年）、従五位下に叙される。伊豆守を称し、のち若狭守と改め、また伊豆守に戻した。貞享4年（1687年）、東山天皇即位に当たり京に使する。藤井紋太夫と抗争して屈することなく、主君徳川光圀より忠勤を賞された。
宝永元年（1704年）に49歳で死去し、長男の義逵が跡を継いだ。

## 参考資料
- 鈴木彰『幕末の日立―助川海防城の全貌』常陸書房、1974年